# (31542) 1999 DR3
1999 DR3 (asteroide 31542) é um asteroide da cintura principal. Possui uma excentricidade de 0.05266360 e uma inclinação de 12.17880º.
Este asteroide foi descoberto no dia 20 de fevereiro de 1999 por Yoshisada Shimizu e Takeshi Urata em Nachi-Katsuura.